# Osváth Zoltán
Osváth Zoltán (Vajdahunyad, 1976. december 15. –) fizikus.

## Életpályája
1999-ben diplomázott a Babeș–Bolyai Tudományegyetemen fizikából. 2000-ben mesterdiplomát szerzett a Babeș–Bolyai Tudományegyetemen atomfizikából. 2001–2006 között a budapesti Műszaki Fizikai és Anyagtudományi Kutatóintézet (MFA) tudományos segédmunkatársa volt. 2006-ban PhD. fokozatot szerzett a Budapesti Műszaki és Gazdaságtudományi Egyetemen. 2008 és 2012 között Franciaországban, Grenoble-ban végzett posztdoktori kutatómunkát, először a CEA Institute for Nanoscience and Cryogenics (2008-2010), majd a CNRS Institut Néel (2010-2012) intézetekben. 2012–2014 között az MTA Természettudományi Kutatóközpont Műszaki Fizikai és Anyagtudományi Intézetének (MFA) tudományos munkatársa volt. 2015–2016 között az MTA Energiatudományi Kutatóközpont Műszaki Fizikai és Anyagtudományi Intézetének (MFA) tudományos munkatársa volt, 2016-tól tudományos főmunkatársa.
Kutatási területe a különböző nanoszerkezetek pásztázószondás módszerekkel történő vizsgálata.

## Díjai
- Ferenczi György-díj (2006)
- Bolyai János Kutatási Ösztöndíj (MTA Bolyai János Kutatási Ösztöndíj Kuratóriuma) (2013–2016; 2019–2022)
- MFA-díj (2016)